# Wilfrid Robinson
Wilfrid C. Robinson (Londen, 1848-1933) was historicus en publicist in België en Engeland.

## Levensloop
Robinson woonde vanaf 1854 in Brugge, waar zijn oom Arthur Robinson een weeshuis voor Engelse kinderen had gesticht. Hij deed zijn middelbare studies in het door de jezuïeten geleide 'Beaumont College' bij Windsor, bekend als 'het katholieke Eton'.
Als Engelse katholiek was hij van 1868 tot 1871 Pauselijk Zoeaaf toen de Kerkelijke Staat streed tegen de Italiaanse eenwording. Hij vestigde zich nadien als rentenier in Brugge. Naar aanleiding van de Eerste Wereldoorlog verhuisde hij naar Londen waar hij als journalist actief was en er bleef wonen tot aan zijn dood.
Robinson was bestuurslid van het Genootschap voor Geschiedenis te Brugge van 1891 tot 1910. Van 1891 tot 1907 was hij penningmeester en van 1892 tot 1905 bibliothecaris. Hij was vanaf de stichting betrokken bij Biekorf en correspondeerde met Guido Gezelle. Hij publiceerde in de 'Caxton Review', in de 'Notes & Queries Oxford', in de 'Catholic World' en in de 'Dublin Review'. In 1901 werd hij 'Fellow of the Royal Historical Society of Great Britain'

## Publicaties
Gepubliceerd in de Handelingen van het Genootschap voor Geschiedenis:
- (samen met A. Van Caloen), Notice sur les Collèges des Pères Jésuites anglais à Bruges, 1884
- Notice sur le couvent des Franciscaines anglaises à Bruges, 1890
- Une fille de Godwin à Bruges, 1903
- L'Angleterre et la Compagnie d'Ostende, 1908

Andere:
- Alexis de Tocqueville, in: Catholic World, 1880
- Feller's Philosophical Catechism, in: Notes & Queries, 1881
- An electoral experiment in Belgium, in: Dublin Review, 1895
- Queen Cunigunda, in: Notes & Queries, 1901

Afzonderlijke uitgaven:
- The Revolt of The Netherlands, 1855
- Philip II or his vindication, 1885
- Pilgrim's Handbook in Jerusalem and its neighbourhood (vertaling uit het Frans), Londen, 1890
- Bruges. An historical sketch, Londen, 1899
- Antwerp. An historical sketch, Londen,1904